# Neovison macrodon
El visón marino (Neovison macrodon) es una especie recientemente extinta de mamífero carnívoro de la familia Mustelidae, que vivía en la costa este de Norteamérica. Estaba estrechamente relacionado con el visón americano (Neovison vison), con debate sobre si debería o no ser considerado una subespecie del visón americano (Neovison vison macrodon) o una especie propia. La principal justificación para un designación de especie separada es la diferencia de tamaño entre los dos visones, pero se han hecho otras distinciones, como su pelaje más rojo. Los únicos restos conocidos son fragmentos que fueron desenterrados en concheros de nativos americanos. Su tamaño real es especulativo, se basa principalmente en los restos de dientes.
El visón marino fue descrito por primera vez en 1903, tras su extinción; la información con respecto su apariencia externa y hábitos se deriva de especulación y en cuentas hechas por comerciantes de pieles y nativos americanos. Puede haber exhibido un comportamiento similar al visón americano, por ejemplo probablemente practicaba poliginandria, era territorial y tenía una dieta similar, pero orientado más hacia el mar. Probablemente se encontraba en las costas de Nueva Inglaterra y las provincias marítimas de Canadá, pero su expansión puede haber sido más hacia el sur durante el último periodo glacial. No obstante, su área de ocupación puede haber estado restringida solamente a las costas de Nueva Inglaterra, específicamente el golfo de Maine, o solamente a islas cercanas. El más grande de los visones, el visón marino, fue muy codiciado por los comerciantes de pieles y ello causó su extinción a finales de 1800 o a principios de 1900.

## Taxonomía y etimología

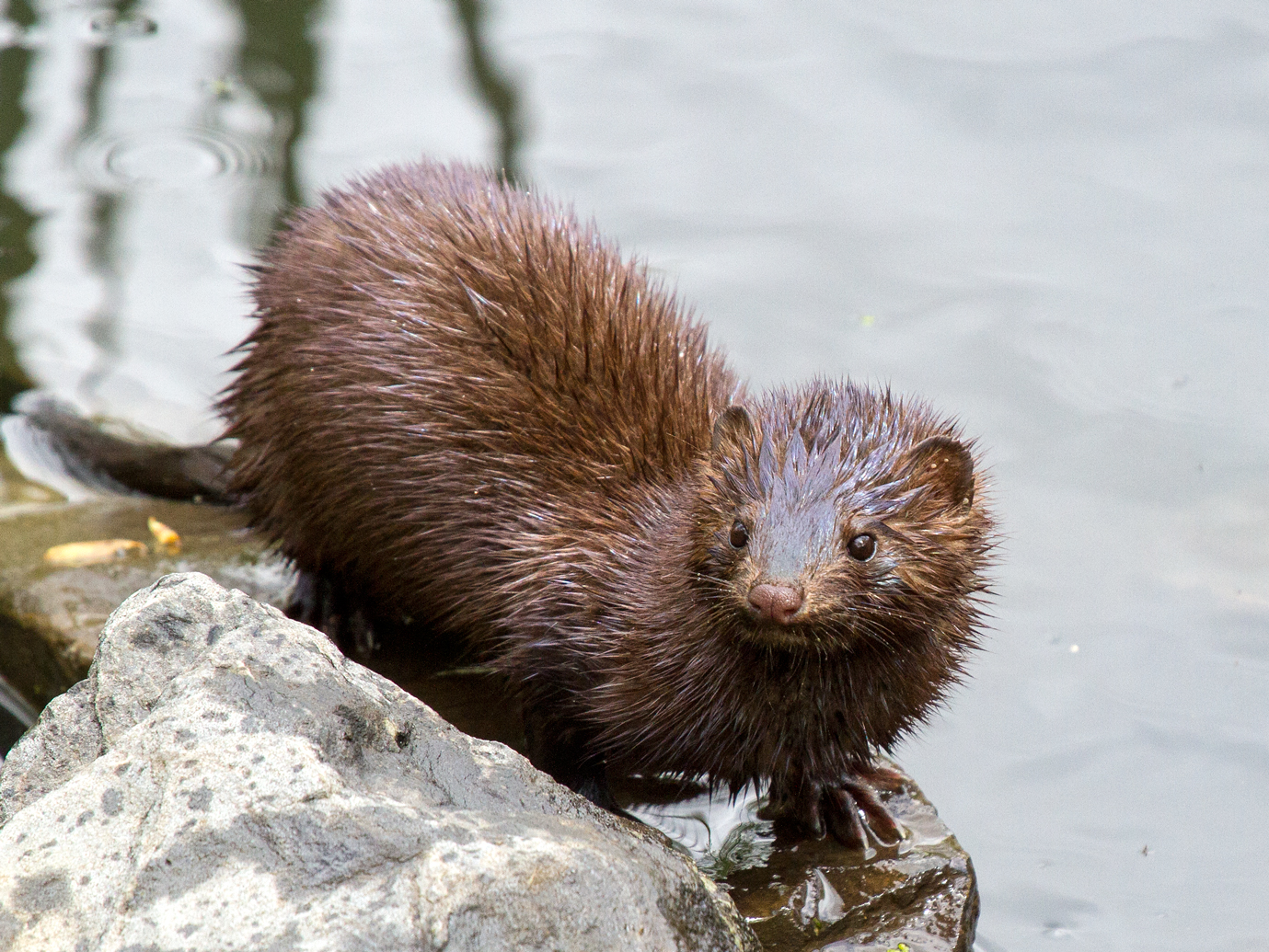
El visón americano estrechamente relacionado (Neovison vison).

El visón marino fue descrito por primera vez como Lutreola macrodon, distinto para el visón americano, por Daniel Webster Prentiss, médico y ornitólogo, en 1903 después de su extinción. Prentiss basó su descripción en fragmentos de cráneo que fueron encontrados en concheros de nativos americanos. La mayoría de los restos, casi todos fragmentos de cráneo, han venido de concheros, pero nunca se ha encontrado un espécimen completo.
Se ha debatido si el visón marino fue una especie propia, o una subespecie del visón americano. Aquellos que argumentan que el visón marino fue una subespecie a menudo se refieren a él como Neovison vison macrodon. Un estudio realizado en 1911 por Frederic Brewster Loomis, un paleontólogo estadounidense, concluyó que las diferencias entre el visón americano y el visón marino eran demasiado pequeñas para justificar la clasificación de este último como una especie separada y lo llamó Lutreola vison antiquus. Un estudio realizado en 2000 por Mead et al. refutó a Loomis al afirmar que el rango de tamaño para el espécimen de visón marino más grande era superior al del espécimen de visón americano más grande, lo que lo convierte en una especie separada. Pero un estudio en 2001 de Graham concluyó que la diferencia de tamaño fue evidencia insuficiente para clasificar el visón marino como una especie y que debería ser considerado como una subespecie. Graham supuso que la diferencia de tamaño fue causada por factores ambientales. Además Graham reportó que Mead había asumido que los especímenes de visones menores eran visones americanos, y los especímenes de visones más grandes que estaban fuera del rango del visón americano eran visones marinos. Esto puede haber sido un caso de dimorfismo sexual en el que todos los especímenes eran visones marinos, siendo el mayor el macho y el menor la hembra. Un estudio de 2007 comparó los dientes del visón marino con los del visón americano y concluyó que eran lo suficientemente distintos como para ser considerados especies separadas.
|  | \| \| La comadreja amazónica \| \| \| \| \| \| La comadreja colombiana \| \| \| \| |
|  |                                                                                    |
|  | La comadreja andina                                                                |
|  |                                                                                    |
|  | La comadreja amazónica                                                             |
|  |                                                                                    |
|  | La comadreja colombiana                                                            |
|  |                                                                                    |

|  | La comadreja amazónica  |
|  |                         |
|  | La comadreja colombiana |
|  |                         |

|  | El visón americano |
|  |                    |
|  | El visón marino    |
|  |                    |

|  | \| \| La comadreja amazónica \| \| \| \| \| \| La comadreja colombiana \| \| \| \| |
|  |                                                                                    |
|  | La comadreja andina                                                                |
|  |                                                                                    |
|  | La comadreja amazónica                                                             |
|  |                                                                                    |
|  | La comadreja colombiana                                                            |
|  |                                                                                    |

|  | La comadreja amazónica  |
|  |                         |
|  | La comadreja colombiana |
|  |                         |

|  | El visón americano |
|  |                    |
|  | El visón marino    |
|  |                    |

|  | \| \| La comadreja amazónica \| \| \| \| \| \| La comadreja colombiana \| \| \| \| |
|  |                                                                                    |
|  | La comadreja andina                                                                |
|  |                                                                                    |
|  | La comadreja amazónica                                                             |
|  |                                                                                    |
|  | La comadreja colombiana                                                            |
|  |                                                                                    |

|  | La comadreja amazónica  |
|  |                         |
|  | La comadreja colombiana |
|  |                         |

|  | El visón americano |
|  |                    |
|  | El visón marino    |
|  |                    |

|  | \| \| La comadreja amazónica \| \| \| \| \| \| La comadreja colombiana \| \| \| \| |
|  |                                                                                    |
|  | La comadreja andina                                                                |
|  |                                                                                    |
|  | La comadreja amazónica                                                             |
|  |                                                                                    |
|  | La comadreja colombiana                                                            |
|  |                                                                                    |

|  | La comadreja amazónica  |
|  |                         |
|  | La comadreja colombiana |
|  |                         |

|  | El visón americano |
|  |                    |
|  | El visón marino    |
|  |                    |

La taxonomía de los visones fue revisada en 2000, lo que resultó en la formación de un nuevo género, Neovison, que incluye solo el visón marino y el visón americano. Antes, ambos visones se clasificaban en el género Mustela. El nombre de la especie macrodon significa "dientes grandes." De acuerdo a Richard Manville, un naturalista que dice que el visón marino es una subespecie, su pariente vivo más cercano es el visón común (N. v. mink), que también vive en el área de Nueva Inglaterra.
Los comerciantes de pieles que lo cazaron dieron el visón marino varios nombres, incluyendo la marta de agua, la nutria roja, y la marta pescadora gato. Posiblemente la primera descripción de esta especie fue hecha por Humphrey Gilbert a finales 1500s como "un pez como un galgo inglés", que es una referencia a su afinidad con el mar y su forma de cuerpo y marcha, que fueron aparentemente similares a un galgo inglés. Es posiblemente que la marta pescadora obtuvo su nombre por ser identificado erróneamente como un visón marino, que fue conocido también como la marta pescadora por comerciantes de pieles. La tribu amerindia Abenaki se refería a él como "mousebeysoo", que significa "cosa mojada". Fue nombrado "visón marino" porque siempre era visto cerca de la costa por comerciantes de pieles; y debido a esto el visón americano a menudo era nombrado "visón de madera".

## Distribución
El visón marino fue un mamífero marino que probablemente vivió aldredor de las costas rocosa de Nueva Inglaterra y las provincias marítimas de Canadá hasta que fue cazado a extinción a finales de 1800s. La mayoría de los restos del visón de mar son desenterrados en la costa de Maine. Aunque se especula que habitaron Connecticut y Rhode Island, fueron comúnmente atrapados a lo largo de las costas de la bahía de Fundy (en el golfo de Maine), y se dice que ellos antes existían en la costa sudoeste de Nueva Escocia. Hubo informes de pieles inusualmente grandes del visón se recogió regularmente desde Nueva Escocia. Los huesos de los especímenes desenterrados en Middleboro, Massachusetts, estaban fechados para ser 4,300±300 años de edad, 19 kilómetros (11,8 mi) de agua salada. El visón marino puede haber estado en esa área por viajando arriba ríos, o puede haber sido llevado allí por nativos americanos. El último es más probable ya que ningunos otros restos de visón no han sido encontrados entre la bahía de Casco en Maine y sudeste Massachusetts. Los huesos del visón marino han sido desenterrados en Canadá, aunque estos pueden haber sido llevados allí por nativos americanos; el visón marino puede que nunca haya habitado Canadá. Las costas rugosas de la región Downeast en Maine pueden haber representado una barrera más septentrional en su rango. Mead concluyó que solo los visones americano habitaban el continente y que los visones del mar estaban restringidos a las islas de la costa. Si este es el caso, entonces todos los restos encontrados en el continente fueron llevados allí. Graham desafió esa hipótesis, afirmando que es improbable que todos los especímenes de visón marino se originen de una población.
Durante el último periodo glacial, terminando hace 12,000 años, el rango del visón marino puede haber extendido sur del golfo de Maine. Es posible que evolucionó allí, ya que Maine a esa tiempo habría sido cubierto en glaciares, aunque el espécimen más viejo conocido solo se remonta a alrededor de 5,000 años; esto podría deberse a la subida de los niveles del mar – los restos más viejos pueden haber sido submergido. Alternativamente, el visón marino puede haber evolucionado después del último periodo glacial y llenó un nuevo nicho.

## Descripción

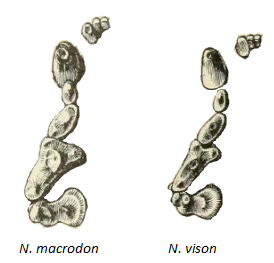
Dientes de la mandíbula superior de un visón marino (izquierda) y un visón americano (derecho).

Ya que el visón marino solo ha sido descrito con restos fragmentos, su apariencia y comportamientos no están bien documentados. Su relativos y descripciones por comerciantes de pieles y nativos americanos dan un idea general del apariencia de este animal y su roles ecológicos. Las cuentas de nativos americanos en las regiones de Nueva Inglaterra y las provincias atlánticas de Canadá reportaron que el visón marino tuvo un cuerpo más gordo que el visón americano. Se piensa que el naturalista Joseph Banks encontró este animal en 1776 en el estrecho de Belle Isle, y lo describió como ser un poco más grande que un zorro, ya que tuvo largas piensas y una cola que fue larga y se estrechó al final, como un galgo inglés.
El visón marino fue el más grande de los visones. Ya que solo restos fragmentarios del visón marino existe, más de sus medidas externas son especulativo y confian solo en medidas dentales. En 1929, Ernest Seton, un artista de la fauna, concluyó que los dimensiones probables para este animal son 91,4 centímetros (35,984 plg) de cabeza a cola, con una cola de 25,4 centímetros (10 plg). Una posible espécimen montada del visón marino que fue coleccionado en 1894 en Connecticut medía 72 centímetros (28,346 plg) de cabeza a cola y la cola fue 25,4 centímetros (10 plg). Un estudio de 1996 encontró que este espécimen fue un gran visón americano o posiblemente un híbrido. El espécimen fue descrito como teniendo pelaje grueso que fue rojizo o bronceado en color pero mucho de este fue probablemente descolorado por la edad. Fue más oscuro en la cola y las patas traseras, con un 5-por-1.5-centímetro (2 por 0.6 in) parche blanco entre los antebrazos. También tuvo manchas blancas en el antebrazo izquierdo y la región de la ingle.

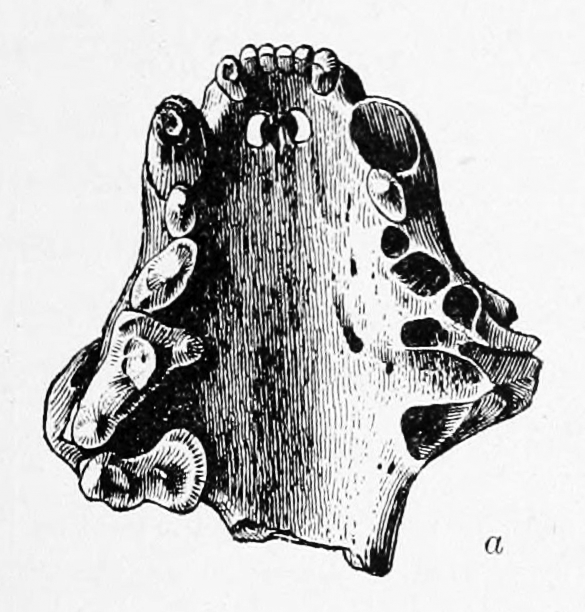
El paladar del cráneo del tipo espécimen.

El tipo espécimen fue coleccionado por Prentiss y Frederick William True, un biólogo, en 1897 en Brooklin, Maine. Sus restos consisten en un maxilar, partes del hueso nasal, y el paladar. Todos los dientes son presente en el lado derecho, y el lado izquierda consiste en los dientes incisivos y uno diente premolar. Menos un diente canino astillado, todos los dientes son en buenas condiciones. El espécimen es más grande que el visón de Alaska, ya que la distancia promedio entre el último incisivo al primero premolar es 2,8 centímetros (1,1 plg) en el visón de Alaska, mientrss que esa distancia es 3 centímetros (1,2 plg) en el tipo espécimen. El hueso nasal tiene un más abrupto ascensión, y las muelas carniceras hacen un ángulo más agudo con las encías que esas del visón común.
Estos visones fueron grande y fuertemente construido, con una cresta sagital baja y apófisis en el hueso frontal cerca de las cavidades orbitarias que fueron corto y ancho. De hecho, la característica más notables del cráneo fue su tamaño y fue más grande que todos los otros visones, tendiendo un hocico amplio, grandes fosas nasales, grandes antorbital fenestrae (aberturas en el cráneo en frente del ojo), y dientes grandes. Su gran tamaño fue probablemente causado por su hábitat costero, ya que la subespecie existente más grande del visón americano, el visón de Alaska (N. v. nesolestes), habita el archipiélago Alexander en Alaska, un región con un hábitat similar al golfo de Maine. Mead, quien concluyó que el visón marino estaba restringido a islas cercanas, sugirió que su gran tamaño fue causado por gigantismo insular. Ya que casi todos miembros de la subfamilia Mustelinae exhiben dimorfismo sexual, visones masculinos fueron probablemente más grande que las hembras. Ya que las muelas carniceras fueron más ampio y contundente que el visón americano, ellos pueden haber aplastado cáscaras duras más frecuentemente.

## Comportamiento

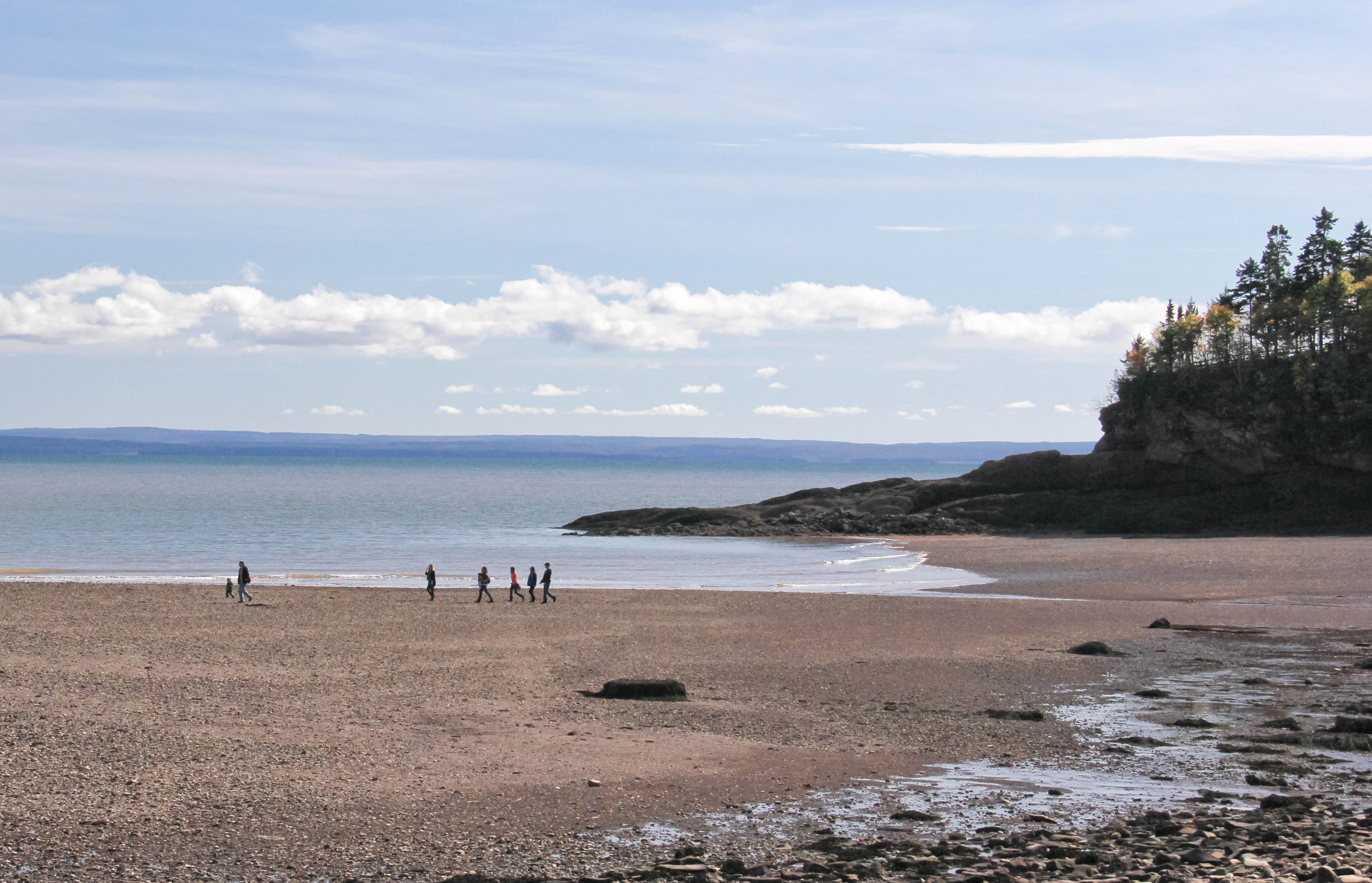
El visón marino fue un depredador intermareal del golfo de Maine.

Ya que especies marinas a menudo tienen un papel importante en su ecosistema, es posible que el visón marino fue un importante depredador intermareal. Puede haber tenido una dieta similar al visón americano, y puede haber comido las aves marinas, los huevos de ave marina, e invertebrados marinos de cuerpo duro, pero en mayores proporciones. Los comerciantes de pieles reportaron que las guaridas de visones del mar tuvieron dos entradas, y fueron hecho de rocas que fueron apiladas por las olas. Los restos de Myoxocephalus octodecemspinosus (un sculpin) y Zoarces americanus (un viruela) fueron los más comunes aldredor de sus guaridas, y los caracoles labiales blancos (Cepaea hortensis) también se informó de que fueron parte de su dieta. Su dieta que fue muy dependiente del mar puede haber aumentado su tamaño. Según los comerciantes de pieles, el visón marino fue nocturno y residió en cuevas y grietas de la roca durante el día. Debido a la superposición entre los rangos del visón americano y el visón marino, es posible que hibridaron. Aunque no fue una especie verdaderamente marina ya que estaba restringido a la costa, el visón marino fue inusualmente acuático en comparación con otros miembros de Musteloidea, siendo, aparte de las nutrias, la más acuática miembra del taxón.
Como otros visones, individuales puede haber mantenido territorio y ya que los masculinos fueron más grandes y requireron más comida, los masculinos puede haber tenido mayores reclamaciones territoriales. Igualmente su gran tamaño puede haber permitido los masculinos a apuntar presa más grande que las hembras, y ellos pueden haber tenido que defender las hembras en temporada de apareamiento. Como otras comadrejas, el visón marino fue probablemente poligonante, y los dos sexos se aparearon con múltiples individuos.

## Explotación y extinción

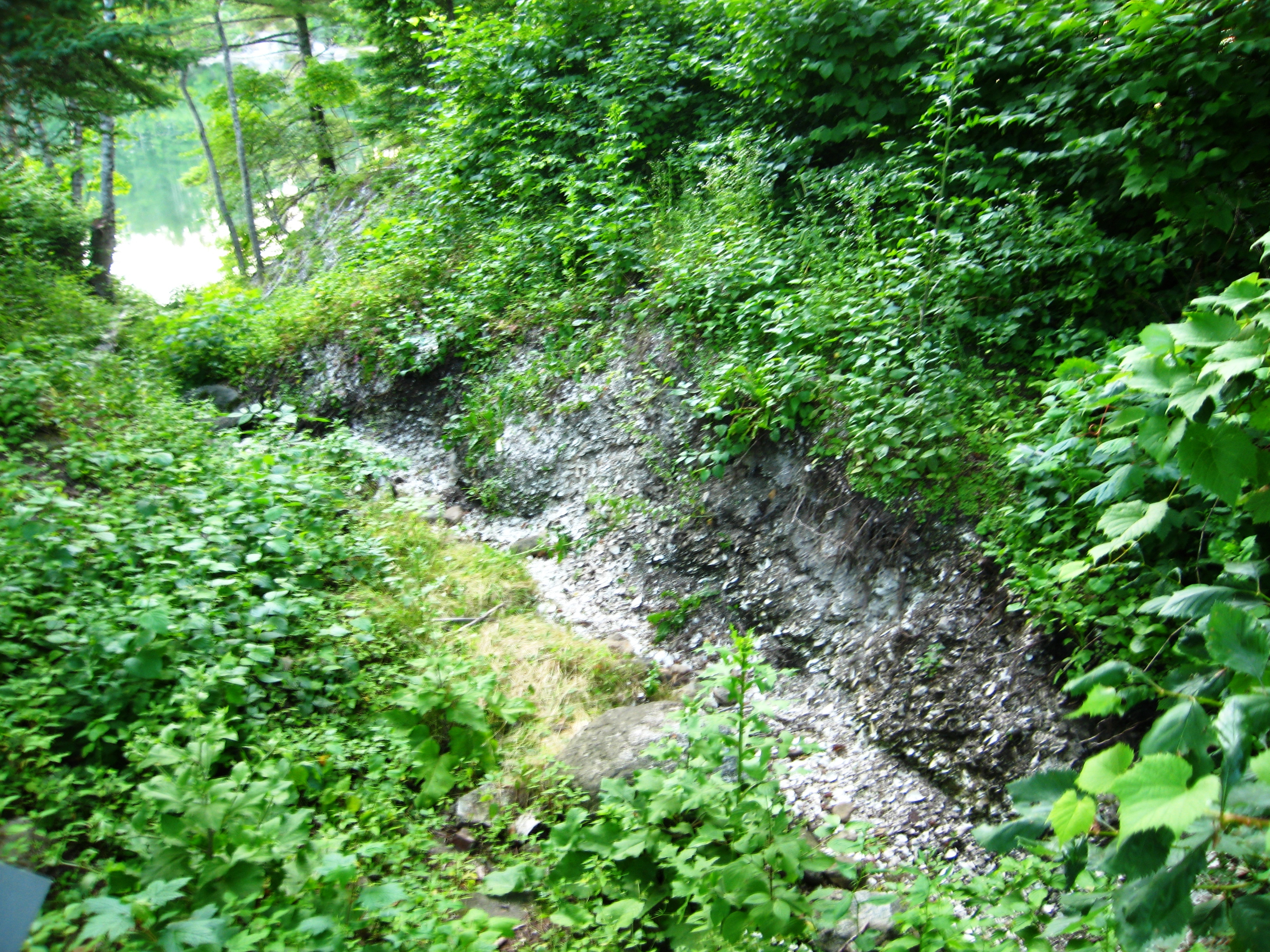
Un conchero en Maine.

El visón marino fue perseguido por los comerciantes de pieles por su gran tamaño, que lo hizo más deseable que otras especies de visón que estaban más hacia el interior. El comercio no regulado finalmente llevó a su extinción, que se piensa ha ocurrido entre 1860 y 1920. El visón marino fue raramente avistado después de 1860. Las dos últimas matanzas registradas se llevaron a cabo en 1880 cerca de Jonesport, Maine y en la isla Campobello en Nuevo Brunswick en 1894, aunque esta última se especula que fue de grandes visones americanos. Los comerciantes de pieles fabricaban trampas para capturar al visón marino y también los perseguían con perros, aunque rara vez los atrapaban. Si un visón marino escapó a un pequeño agujero en las cornisas rocosas, fue excavado por cazadores con palas y palancas. Si estaba fuera del alcance de los cazadores, le dispararon y luego fue recuperado mediante una barra de hierro con un tornillo al final. Si se escondió, fue ahumado y sofocado. Su comportamiento nocturno puede haber sido causado por los comerciantes de pieles quien los cazaron en el día.
Ya que los restos de los neurocráneos encontrados en concheros están rotos y muchos de los huesos encontrados exhiben marcas de corte, se asume que el visón marino fue cazado por los nativos americanos por comida, y posiblemente para intercambio y propósitos ceremoniales. Un estudio que investigó los restos en los concheros de bahía de Penobscot informó que los cráneos del visón marino estaban más intactos que los de los otros animales encontrados, lo que implica que fueron puestos allí específicamente. Los machos fueron recogidos más a menudo que las hembras.